# Clayton (Nowy Meksyk)
Clayton – miasto w Stanach Zjednoczonych, w stanie Nowy Meksyk, w hrabstwie Union.